# Шамадавле Дадіані
Шамадавле Дадіані (груз. შამადავლე დადიანი; д/н — 1474) — еріставі Одіши (Мегрелії) у 1470—1474 роках.

## Життєпис
Старший син Ліпарита I, еріставі Одіши. Ймовірно брав участь у всіх військових кампаніях батька, набувши політичного й військового досвіду.
Спадкував владу 1470 року. На той час йому було близько 50 років. Згідно зі документами він називав себе «еріставт-еріставі» («князем князів»). Це пояснюється пануванням на еріставствами Цхумі і Сванетія, а також зверхність над мтаварством Гурія, де владу ще раніше отримав молодший брат Мамія. Від царя Баграта II, царя Імереті, отримав посаду мандатурт-ухутсесі («верховного розпорядника») Імереті.
Шамадавле допомагав відокремленню Абхазький католікосату від Мцхетського патріархату. Це було зроблено за сприяння Михайла IV, православного патріарха Антіохії, який подорожував Грузією для збору пожертвувань. Він випустив канонічне послання грузинською мовою «Заповідь про покарання» ( в його складанні брав участь Шамадавле), в якому оголосив мегрельського єпископа Йоакима Цаїського і Бедійського католикосом, що знаходиться під опікою Антіохійського патріархату.
Разом з тим постійні війни із сусідами, вторгнення тюркських племен, постійна загроза з боку Османської імперії призвели до економічного і культурного занепаду володінь Шамадавле.
У липні 1474 року прийняв венеціанського посланця Амброджо Контаріні, що перебував у дворах Ак-Коюнлу, кавказьких держав, з метою формування антиосманської коаліції. Шамадавле Дадіані помер того ж року. Йому спадкував стрийко Вамек II.

## Родина
- Дружина — Анна;
- Діти — Ліпарит (д/н—1512), еріставі Одіши